# Joaquín Orduña
 (décembre 2022).
Si vous disposez d'ouvrages ou d'articles de référence ou si vous connaissez des sites web de qualité traitant du thème abordé ici, merci de compléter l'article en donnant les références utiles à sa vérifiabilité et en les liant à la section « Notes et références ».
Joaquín Orduña y Feliu, né à Guadalest en 1821 et mort en 1897, est un homme politique et propriétaire terrien espagnol. Membre d'une riche famille de la province d'Alicante, il était connu comme le « cacique de Guadalest » (voir caciquisme).

## Carrière
Il fut un membre important du Parti modéré durant le règne d'Isabelle II, bien que cela ne l'empêchât pas de participer à d'autres formations politiques selon les circonstances. Il fut député provincial en 1856 et président de la députation. Il se rapprocha des thèses de l'Union libérale de Leopoldo O'Donnell lorsque ce dernier acquit une importante prépondérance politique vers la fin du règne, et fut nommé gouverneur civil de la province d'Alicante entre 1865 et 1866. À l'avènement de la Restauration bourbonienne, il devint un militant remarquable du Parti libéral-conservateur, bien que s'appuyant occasionnellement sur des candidats Parti libéral.